# Space Station Tycoon
Space Station Tycoon is een computerspel ontwikkeld en gepubliceerd door Lunheim Studios voor Windows. Het bedrijfssimulatiespel was beschikbaar in early access sinds 29 oktober 2020 en is officieel uitgebracht op 1 november 2023.

## Beschrijving
Het spel speelt zich af in het jaar 3000 na christus. De mensheid heeft haar invloed uitgebreid tot ver voorbij de sterren, een bloeiende economie gecreëerd, en zoekt nu ondernemende geesten. Het doel van het spel is dat de speler een ruimtestationimperium bouwt dat zich uitstrekt over de hele melkweg.
De speler wordt bijgestaan door Hector O'Donnel, die zich introduceert als een oude vriend van de speler. Hij fungeert als een verklarend personage en stuurt de speler berichten als reactie op acties die de speler uitvoert.